# Joaquín de Frías y Moya
Joaquín de Frías y Moya va ser un militar i polític espanyol, nascut a Cadis en 1784 i mort a Madrid el 22 d'abril de 1851.
La seva carrera militar va ser curta, perquè en 1823 va ser donat de baixa per raons polítiques després de la reacció absolutista. Embarcat en les esquadres de José de Mazarredo Salazar i Federico Gravina, va prendre part en diverses accions de guerra a les colònies d'Amèrica.
Incorporat a la política en el sector més avançat del partit constitucional, va ser nomenat Ministre de Marina en 1840 pel seu amic Baldomero Espartero, mantenint-se en el càrrec fins a 1841. En 1843 va tornar a ser nomenat per al càrrec, però aviat ho va deixar a causa dels canvis polítics. Senador per Cadis en 1842 i per les Illes Balears en 1843, en 1847 fou nomenat senador vitalici del regne, en premi als seus serveis a la causa liberal.